# White Star Ypres
Dernière mise à jour : 5 mars 2012.
Le White Star Ypres est un ancien club de football belge, basé dans la ville d'Ypres. Fondé en 1938, il disparaît dans une fusion avec le Cercle Sportif Ypres pour former l'actuel KVK Ypres. Au cours de son Histoire, il dispute 5 saisons dans les séries nationales, toutes en Promotion, le quatrième niveau national.

## Histoire
Le White Star Ypres est fondé au début de l'année 1938, et s'affilie à l'Union Belge le 14 août de la même année. Il reçoit le matricule 3070. Le club est versé dans les séries régionales, où évolue également le plus ancien club de la ville, le Cercle Sportif Yprois. Les deux clubs se croisent certaines saisons, donnant lieu à des derbies animés sur et autour du terrain. Cette rivalité perd une partie de son intensité lorsque le CS Yprois rejoint les séries nationales, en 1954. Néanmoins, huit ans plus tard, elle est ravivée lorsque le White Star rejoint à son tour la Promotion, et se retrouve dans la même série.
En 1963, le White Star réalise la meilleure saison de son Histoire, terminant vice-champion de sa série, à seulement trois points du vainqueur, le Royal Stade Mouscronnois, et devant son rival. La saison suivante, c'est au tour du Cercle de finir deuxième, tandis que le White Star termine à la neuvième place. Les deux clubs jouent encore les premiers rôles durant deux saisons, que le White Star finit quatrième. Mais lors de la saison 1966-1967, ce dernier enchaîne les mauvais résultats, et termine finalement à la quinzième place, synonyme de relégation en première provinciale. Après ces cinq saisons passées à l'échelon national, le club n'y reviendra plus jamais.
Par la suite, le White Star est même relégué jusqu'en deuxième provinciale. Quand en 1973 le CS Yprois est également relégué de Promotion, l'idée d'une fusion entre les deux entités se fait de plus en plus concrète. Celle-ci est finalement conclue un an plus tard, et le 30 juin 1974, les deux clubs s'unissent sous le nom de Koninklijke Voetbal Klub Ypres. Le club fusionné conserve le matricule 100 du CS, et le matricule 3070 du White Star est radié par la fédération belge.

## Résultats dans les séries nationales
Statistiques clôturées, club disparu

### Bilan
| Niv | Divisions     | Jouées | Titres | TM Up | TM Down |
| --- | ------------- | ------ | ------ | ----- | ------- |
| I   | 1re nationale | 0      | 0      |       |         |
| II  | 2e nationale  | 0      | 0      |       |         |
| III | 3e nationale  | 0      | 0      |       |         |
| IV  | 4e nationale  | 5      | 0      |       |         |
| V   | 5e nationale  | 0      | 0      |       |         |
|     |               |        |        |       |         |
|     | TOTAUX        | 5      | 0      | 0     | 0       |

- TM Up : test-match pour départager des égalités, ou toutes formes de Barrages ou de Tour final pour une montée éventuelle.
- TM Down : test-match pour départager des égalités, ou toutes formes de Barrages ou de Tour final pour le maintien.

### Classements saison par saison
| Ordre               | Saison  | Nom du club                                                                    | Niveau                                                                         | Classement final                                                               | Remarques                                                                      |
| ------------------- | ------- | ------------------------------------------------------------------------------ | ------------------------------------------------------------------------------ | ------------------------------------------------------------------------------ | ------------------------------------------------------------------------------ |
| 1                   | 1962-63 | WS Ypres                                                                       | Promotion série D                                                              | 2e/16                                                                          | [ saisons 1 ]                                                                  |
| 2                   | 1963-64 | WS Ypres                                                                       | Promotion série A                                                              | 9e/16                                                                          | [ saisons 2 ]                                                                  |
| 3                   | 1964-65 | WS Ypres                                                                       | Promotion série B                                                              | 4e/16                                                                          | [ saisons 3 ]                                                                  |
| 4                   | 1965-66 | WS Ypres                                                                       | Promotion série D                                                              | 4e/16                                                                          | [ saisons 4 ]                                                                  |
| 5                   | 1966-67 | WS Ypres                                                                       | Promotion série B                                                              | 15e/16                                                                         | Relégué!                                                                       |
| séries provinciales |         |                                                                                |                                                                                |                                                                                |                                                                                |
| X                   | 1974    | Fusion avec le CS Yprois pour former le KVK Ypres, le matricule 3070 disparaît | Fusion avec le CS Yprois pour former le KVK Ypres, le matricule 3070 disparaît | Fusion avec le CS Yprois pour former le KVK Ypres, le matricule 3070 disparaît | Fusion avec le CS Yprois pour former le KVK Ypres, le matricule 3070 disparaît |

### Articles liés
- KVK Ypres